# Batman & Drácula: lluvia roja
Batman & Dracula: lluvia roja es una novela gráfica de 1991 de Doug Moench y Kelley Jones, en la línea Elseworlds de DC Comics, que muestra una serie de historias alternativas. El equipo creativo publicó dos secuelas: Batman: tormenta de sangre y Batman: niebla carmesí.

## Trama
Mientras investiga una serie de asesinatos entre los sin techos y marginados de la ciudad de Gotham, cuyas gargantas han sido rajadas, Batman descubre que las muertes son obra de una nido de vampiros dirigidos por el mismísimo Conde Drácula. Con la ayuda de una vampira rebelde llamada Tanya -que perteneció a la prole de Drácula hasta que la visión de un niño inocente la llevó a huir de él, creando un "sustituto sanguíneo" para evitar seguir matando -Batman también resulta mordido por un vampiro, consiguiendo adquirir la fuerza necesaria para enfrentarse a los esbirros de Drácula mientras se esfuerza por conservar su humanidad. Decidido a acabar con la plaga de vampiros que afecta a Gotham, Batman los atrae a la Batcueva, donde Tanya y sus seguidores los mantienen ocupados hasta que Batman hace detonar varias cargas explosivas, destruyendo la Mansión Wayne y exponiendo la cueva a la luz del sol, acabando con todos los vampiros que se encuentra en ella. Utilizando su nueva forma de hombre murciélago, Batman vuela para enfrentarse personalmetne a Drácula, y termina empalando al señor de los vampiros en un árbol alcanzado por un rayo, pero al coste de lo que le queda de humanidad cuando Drácula se bebe lo que queda de sangre humana. Sin embargo, a pesar de que Bruce Wayne ha desaparecido, el vampiro Batman ha sobrevivido para continuar luchando eternamente contra el crimen.

## Reacción crítica
IGN Comics consideró Batman & Drácula: lluvia roja como la novena en una lista de las 25 mejores novelas gráficas de Batman, considerándola "la mejor historia escrita de Elseworlds hasta la fecha" y "perfecta en su ejecución". También añadió que "cada página aporta un nuevo guiño y sorpresa. Muchos números se miden por números, pero Lluvia roja ofrece continuas sorpresas."

## Secuelas

### Tormenta de sangre
Tiempo después de los sucesos de Lluvia roja, los vampiros supervivientes de la horda de Drácula se unen bajo el liderazgo del Joker, que los convence de que sigan sus órdenes después de criticar su incapacidad para pensar más allá de su siguiente víctima tras la muerte de Drácula. Aunque consiguen tomar el control de la mayoría de las familias criminales de Gotham, los vampiros son sucesivamente destruidos por un equipo de cazadores de vampiros formado por el vampiro Batman, Catwoman (que debido al mordisco de un vampiro fue convertida en una felina cambiaformas), el Comisionado Gordon, el mayordomo de Batman Alfred Pennyworth, y muchos de los policías y detectives de Gotham; Gordon, Alfred y sus aliados del equipo acaban con los criminales de Gotham durante el día, y Batman y Catwoman se enfrentan a los últimos vampiros en un almacén. Catwoman muere en la batalla final después de derrotar al vampiro que la había convertido en un monstruo, tras interponerse en un disparo de ballesta dirigido contra Batman. Batman, enfurecido con la pérdida de la única persona capaz de controlar su sed de sangre acaba con el Joker bebiendo su sangre. Horrorizado por lo que ha hecho, después de atravesar el corazón de su enemigo con una estaca para asegurarse de que no se convierta en vampiro, Batman hace que Gordon y Alfred lo inmovilicen a él también con una estaca, decidido a no cometer más asesinatos.

### Niebla carmesí
Por desgracia, Gordon y Alfred nunca se deciden a cortarle la cabeza, y como resultado el vampiro Batman regresa a la acción en Niebla Carmesí cuando Gotham se encuentra tan afectada por una nueva oleada de crimen que Alfred le retira la estaca a su amo en un intento de devolver a la ciudad un salvador. Enloquecido por su sed de sangre y su estado, Batman se dedica a perseguir a sus antiguos enemigos, bebiendo su sangre y decapitándolos uno tras otros: El Pingüino, El Acertijo, Hiedra Venenosa, El Espantapájaros y otros criminales y reclusos de Arkham son asesinados. Solo Dos Caras y Killer Croc sobreviven y forman una alianza con el Comisionado Gordon y Alfred Pennyworth para matar a Batman considerando que el héroe que conocieron no dejaría un rastro devastador de muertes a su paso. Tras haber rastreado a Batman en su nueva guarida en lo que queda de la Batcueva -la Mansión Wayne fue destruida en una explosión en Lluvia Roja -Alfred atrae a su amo a la entrada principal de la cueva para hacer detonar el techo y exponer a Batman a la luz del sol. Sin embargo Dos Caras y Killer Croc traicionan a Alfred y Gordon e intentan matarlos después de herir casi fatalmente a Batman, pero Alfred ofrece su sangre a Batman, para darle la fuerza necesaria para salvar a Gordon. Tras haber matado a Dos Caras y Killer Croc -empalando a Croc en una estalactita y atravesando la cabeza de Dos Caras con dos flechas-, Batman convence a Gordon de que active la trampa que tenían preparada contra él, y el techo de la Batcueva se colapsa. Gordon es aplastado por los escombros y Batman camina hacia la luz del sol, esperando por fin encontrar la paz desde su demoníaca transformación en vampiro.

## Otras apariciones
El vampiro Batman de este universo ha hecho otras dos apariciones en el Universo DC. La primera fue el nº 25 de Batman/Superman junto con otros Batmen alternativos. La segunda fue en el nº 5 de la JSA, como la pesadilla personificada de un interno de Arkham.
Varios elementos de esta historia fueron utilizados en la película de animación The Batman vs. Drácula, pues los vampiros de esta película y el propio Drácula se parecen a los diseños artísticos del cómic de Kelley Jones. Un Batman vampírico aparece en una secuencia onírica, como un producto del miedo de Bruce Wayne hacia Drácula. 
En una columna de DC Nation de 30 de mayo de 2007, Dan Didio mencionó un Vampire Batman en una de las Tierras alternativas del nuevo multiverso, una referencia a la trilogía de Batman & Drácula. En Crisis absoluta en Tierras Infinitas esta línea temporal alternativa fue clasificada como Tierra-1191 antes de la destrucción del Multiverso. En el nº 40 de Cuenta Atrás uno de los Monitores menciona que la Tierra que supervisa es el hogar de vampiros y criaturas sobrenaturales, muestra una figura que muestra a Batman saliendo de la tumba con el mismo estilo que Batman & Drácula, aunque no se ha confirmado si este universo es el mismo que la historia original o si es una historia completamente nueva.
En el DC Infinite Halloween Special, el Sombrerero Loco, uno de los adversarios de Batman, cuenta una historia del vampiro Batman, llamada Red Rain: Blood Lust. En ella el vampiro Batman mata a los padres del joven Dick Grayson mientras salen de ver una obra de teatro, de la misma forma que los padres de Batman fueron asesinados cuando era un niño. La historia fue escrita por Peter Johnson e ilustrada por Kellye Jones.
En  Batman: Gotham Knight, un vampiro Batman aparece en una de las historias de la película "Have I Got A Story For You"
En la temporada 1 de Batman: The Brave and the Bold al final de "Game Over for Owlman" un vampiro Batman aparece con un ejército de Batmen para combatir a Owlman y su ejército de villanos. En el episodio de "Legends of the Dark Mite", el duende Batmito convierte a Batman en el vampiro Batman cuando intenta cambiar el traje del hombre murciélago.

### Tierra 43
En la serie de Cuenta Atrás presenta: la búsqueda de Ray Palmer, titulada nº 1 Red Rain, escrita por Peter Johnson e ilustrada por Kelley Jones, los Challengers of the Beyond se aventuran en la nueva versión del universo Batman & Drácula, llamado Tierra 43. Esto es una secuela de la historia Red Rain: Blood Lust . Al llegar a Tierra 43 los Challengers of Beyond, Donna Troy encuentra a Barbara Gordon muerta, marcada por Ray Palmer y con una estaca a través del corazón. Esta versión alternativa de Barbara fue convertida en vampira por Batman y fue asesinada por Dick Grayson, ya adulto, que se encuentra obsesionado por destruir a Batman desde que mató a sus padres, y tras descubrir finalmente su cripta, no puede decidirse a matarlo, así que Batman lo muerde y también lo convierte en vampiro. Los Challengers dejan esta Tierra, y Dick Grayson se convierte en el compañero vampiro de Batman.
En Cuenta Atrás: Arena, el vampiro Batman es una de las tres versiones alternativas de Batman (cuatro contando a Bruce Wayne como Linterna Verde) que lucha por estar en el ejército del Monarca contra los Monitores. El vampiro Batman gana su lugar en el ejército del Monarca.
En el año 2008 DC Direct publicó una figura de acción de Batman en Niebla Carmesí, entra la primera serie de figuras de acción basadas en los mundos alternativos de Elseworlds.

## Publicación
La trilogía de Batman & Dracula (Red Rain, Bloodstorm y Crimson Mist) fue reeditada el 19 de diciembre de 2007 en una colección titulada:  Tales of the Multiverse: Batman - Vampire.